# 1918 Aiguillon
För andra betydelser, se Aiguillon (olika betydelser).
1918 Aiguillon eller 1968 UA är en asteroid i huvudbältet som upptäcktes den 19 oktober 1968 av den franske astronomen Guy Soulié vid Bordeauxobservatoriet. Den har fått sitt namn efter den franska staden Aiguillon.
Asteroiden har en diameter på ungefär 19 kilometer.